# Родина (біологія)

Співвідношення основних таксономічних рангів

Родина (лат. familia) — таксономічна категорія в біологічній систематиці. Родина поєднує близькі роди, що мають спільне походження. Родина може включати від одного роду (напр. боброві) до кількох сотень (родина складноцвіті включає близько 1000 родів).

## Історія категорії
У класифікаціях К. Ліннея родинні ранги були відсутні (тільки роди, ряди і класи). Значний сплеск активності з опису і визнання родин відбувся на початку 19 ст.
Родини є головним об'єктом аналізу в таксономічних ревізіях як на рівні аналізу родинних стосунків родів, так і при вивченні структури родинних стосунків в межах рядів (порядків).

## Назва родини
Латинська (наукова) назва родини утворюється додаванням до кореня назви типового роду спеціальної морфеми (суфіксу і закінчення; в англомовній таксономії позначають як «ending»):
- -idae (в зоології та вірусології)
- -aceae (в ботаніці, мікології та бактеріології).

Приклад: рід бобер (лат. Castor) => родина боброві (лат. Castoridae).
Формування і придатність (синонімія, омонімія, пріоритет тощо) назв для таксонів групи родин (вкл. родини, підродини і надрядини) регламентуються єдиними правилами, викладеними у відповідних кодексах номенклатури:
- Міжнародний кодекс зоологічної номенклатури (МКЗН)
- Міжнародний кодекс ботанічної номенклатури тощо.

## Надродини і підродини
Близькі родини об'єднують у надродини, які, у свою чергу поєднуються в ряди (у тварин), або порядки (у рослин).
Великі родини звичайно поділяють на підродини та триби. У детальних класифікаціях також розрізняють інші проміжні таксономічні ранги. Основні з них такі (за спаданням рангу):
- ряди (порядки)
- підряди
- інфраряди
- надродини
- родини
- підродини
- інфрародини
- триби.